# 3x3女子日本代表
3x3女子代表（スリー エックス スリーじょしにっぽんだいひょう、英：Japan women's national 3x3 team）は、日本バスケットボール協会（JBA）によって編成され、国際大会に派遣される女子3x3（3人制バスケットボール）のナショナルチーム。愛称は3x3男女、5人制男女とも共通の「AKATSUKI JAPAN（アカツキ ジャパン）」。

## 歴史
女子の日本代表チームはFIBA 3x3世界選手権には2016年大会で初出場。この時は日本体育大学のチームを派遣したが、勝利をあげられず、世界選手権での初勝利は翌2017年大会の中国戦で記録した。
2018年、アジア競技大会で予選リーグから準決勝まで6連勝で初めて国際大会で初めて銀メダル獲得を達成。
2019年FIBAアジア3x3カップでは3位決定戦でモンゴルを破り、銅メダルを獲得。アンダーカテゴリーにおいては、同年のU23ワールドカップで優勝を達成し、山本麻衣がMVPを受賞した。この優勝は日本バスケットボール界にとって男女全カテゴリー通じて初の世界大会制覇である。
東京オリンピックの開催国枠はFIBAとIOCの協議の結果、男女通じて1枠のみとなり、2019年11月時点のFIBAランキングで上位だった男子に付与された。日本は、U23ワールドカップ2019優勝メンバーの山本、馬瓜ステファニー、西岡里紗の3名および篠崎澪のチーム編成で、10か国が参加して2021年5月に開催されたオリンピック予選（オーストリア・グラーツ）に出場。1次リーグを4連勝で突破し、準々決勝でスイスを破った。準決勝ではフランスに敗れたが、3位決定戦で延長の末にスペインを破って東京五輪出場権を獲得した。
7月開催のオリンピックも五輪予選と同じメンバーで出場。開会式翌日の開幕戦でロシアに18-21で敗れたが、2戦目でルーマニアを20-8で破ってオリンピック初勝利。競技2日目はモンゴルに19-10、FIBAランキング1位のフランスに19-15で連勝。3日目は中国に12-15で敗れたがイタリアに22-10で勝利して4勝2敗となり、1試合を残して予選リーグ突破が決定した。競技4日目は勝てば予選2位通過の可能性もあった予選最終戦で、WNBA選手で編成され6戦全勝中だったアメリカ合衆国と対戦し、ゲーム中盤につけられた5点差を逆転して20-18でアメリカに初黒星をつけた。日本は予選リーグ通算5勝2敗で、中国およびロシアと並んだが当該3チーム間の試合結果により、予選4位が決定した。決勝トーナメントでは予選5位のフランスに14-16で競り負けて大会を終えた。

## 国際大会の成績

### オリンピック
| 年        | 成績 | Pld | W | L | 備考                     | 選手                                      |
| --------- | ---- | --- | - | - | ------------------------ | ----------------------------------------- |
| 2020 東京 | 5位  | 8   | 5 | 3 | 決勝トーナメント準々決勝 | 馬瓜ステファニー 篠崎澪 西岡里紗 山本麻衣 |

### FIBA3x3ワールドカップ
| Year                | 成績 | Pld | W | L | 備考             | Players                                        |
| ------------------- | ---- | --- | - | - | ---------------- | ---------------------------------------------- |
| 2016 広州           | 19位 | 4   | 0 | 4 | 予選ラウンド敗退 | 日向野由紀, 川原明香里, 森海生香, 吉武忍       |
| 2017 ナント         | 13位 | 4   | 1 | 3 | 予選ラウンド敗退 | 立川真紗美, 花田有衣 , 飯塚めぐみ , 矢野良子   |
| 2019 アムステルダム | 13位 | 4   | 1 | 3 | 予選ラウンド敗退 | 伊集南, 宮下希保, 馬瓜ステファニー, 栗林未和   |
| 2022 アントワープ   | 13位 | 4   | 2 | 2 | 予選ラウンド敗退 | 馬瓜ステファニー, 山本麻衣, 永田萌絵, 中田珠未 |

### FIBAアジア3x3カップ
| 年                | 成績 | Pld | W | L | 備考          | Players                                  |
| ----------------- | ---- | --- | - | - | ------------- | ---------------------------------------- |
| 2018 深圳         | 4位  | 5   | 2 | 3 | 3位決定戦敗北 | 石川麻衣, 前田有香, 名木洋子, 立川真紗美 |
| 2019 長沙         | 3位  | 5   | 4 | 1 | 3位決定戦勝利 | 伊集南, 宮下希保, 西岡里紗, 篠崎澪       |
| 2022 シンガポール | 4位  | 5   | 3 | 2 | 3位決定戦敗北 | 今野紀花, 窪田真優, 永田萌絵, 中田珠未   |

### アジア競技大会
| 年              | 成績 | Pld | W | L | 備考     | Players                                          |
| --------------- | ---- | --- | - | - | -------- | ------------------------------------------------ |
| 2018 ジャカルタ | 2位  | 6   | 5 | 1 | 決勝進出 | 馬瓜ステファニー, 宮下希保, 奥山理々嘉, 今野紀花 |

### 年代別代表の成績

#### U23ワールドカップ
- 2018 - 準優勝（馬瓜ステファニー、山本麻衣、小山真実、栗林未和）
- 2019 - 優勝（馬瓜ステファニー、西岡里紗、山本麻衣（MVP）、永田萌絵）[3]。

#### U18ワールドカップ
- 2011 - 3位
- 2017 - 13位
- 2019 - 5位

#### U18アジアカップ
- 2016 - 優勝
- 2019 - 準優勝

## 現在の代表
2021年東京オリンピックに出場したメンバー。
- ディレクターコーチ　トーステン・ロイブル (公益財団法人日本バスケットボール協会)
- アソシエイトヘッドコーチ　長谷川誠 (秋田ノーザンハピネッツ株式会社)
- アソシエイトヘッドコーチ　大神雄子 (トヨタ自動車アンテロープス)
- アスレチックトレーナー　岡本香織  (公益財団法人日本バスケットボール協会)
- マネージャー　阿部桃二香 (横浜エクセレンス)

| No. | 氏名             | 身長/体重 | 生年月日 | 所属 | 備考 |
| --- | ---------------- | --------- | -------- | ---- | ---- |
| 3   | 馬瓜ステファニー |           |          |      |      |
| 11  | 篠崎澪           |           |          |      |      |
| 15  | 西岡里紗         |           |          |      |      |
| 23  | 山本麻衣         |           |          |      |      |

## ディレクターコーチ
代表チームの編成と練習指揮を行う（3x3ではコーチはベンチ入りしない）
- トーステン・ロイブル（2018年9月 - 2021年9月）